# Le Monstre (film, 1994)
Pour les articles homonymes, voir Le Monstre.
Pour plus de détails, voir Fiche technique et Distribution.
Le Monstre (Il mostro) est un film franco-italien réalisé par Roberto Benigni sorti en 1994.

## Synopsis
Un homme, maladroit et assez innocent, se voit accusé à tort d'avoir commis des crimes sexuels particulièrement sadiques et tout l'accable. La police cherche alors à le prendre en flagrant délit avec l'aide une jeune policière engagée malgré elle dans l'enquête aidée par un professeur en psychiatrie et d'un commissaire suivant l'affaire.

## Fiche technique
- Titre français : Le Monstre
- Titre original : Il mostro
- Réalisation : Roberto Benigni
- Scénario : Roberto Benigni et Vincenzo Cerami
- Musique : Evan Lurie
- Direction de la photographie : Carlo Di Palma
- Montage : Nino Baragli et Franco Fraticelli
- Décors : Giantito Burchiellaro
- Costumes : Danilo Donati
- Production : Yves Attal, Roberto Benigni, Gianluigi Braschi, Elda Ferri
- Pays de production :  Italie et  France
- Langue originale : italien (et secondairement chinois)
- Genre : comédie
- Format : couleur (Eastmancolor) - 1,66:1 - Dolby / Dolby SR
- Durée : 112 minutes
- Dates de sortie :
  - Italie : 22 octobre 1994
  - France : 29 mars 1995

## Distribution
- Roberto Benigni (VO : Lui-même ; VF : Patrick Timsit) : Loris
- Michel Blanc (VO : Paolo Lombardi ; VF : Lui-même) : Paride Taccone
- Nicoletta Braschi (VO : Elle-même ; VF : Isabel Otero) : Jessica Rossetti
- Dominique Lavanant (VO Aurora Cancian  ; VF : Elle-même) : Jolanda Taccone
- Jean-Claude Brialy (VO : Elio Pandolfi ; VF : Lui-même) : Roccarotta
- Laurent Spielvogel (VO : Paolo Buglioni ; VF : Lui-même) : Frustalupi
- Ivano Marescotti (VO : Lui-même ; VF : Gérard Rinaldi) : Pascucci
- Franco Mescolini (VO : Lui-même ; VF : Bernard-Pierre Donnadieu) : professeur de Chinois
- Massimo Girotti (VO : Lui-même ; VF : ? ) : résident distingué
- Luciana Pieri Palombi (VO : Elle-même ; VF : Monique Thierry) : Claudia
- Vittorio Amandola (VO : Lui-même ; VF : Mario Santini) : marchand d'antiquités
- Rita Di Lernia (VO : Elle-même ; VF : ? ) : marchande d'antiquités (Maria Rita Bresadola di Lernia)
- Gennaro Morrone (VO : Lui-même ; VF : ? ) : marchand de journaux
- Vincenzo Vitagliano (VO : Lui-même ; VF : ? ) : Un habitant de l'immeuble
- Giulio Turli (VO : Lui-même ; VF : ? ) : homme grand